# Sandoll
Sandoll Communications (산돌커뮤니케이션 Sandol Keomyunikeisyeon en coréen) est une fonderie typographique numérique sud-coréenne. Elle a notamment produit les polices d’écriture Nanum (en) pour Naver, Apple SD Gothic Neo pour le système OS X d’Apple, Malgun Gothic avec Monotype Imaging pour le système Windows de Microsoft, et les caractères coréens des polices Source Han Sans d’Adobe et Noto Google.

## Histoire
La première fonderie typographique numérique coréenne, Sandoll Typographics (산돌 타이포그라픽스) est créée en 1984 par Seok Geum-ho, mécontent qu’à l’époque les polices de caractères utilisées par l’industrie de l’imprimerie provenaient du Japon avec les machines de photocomposition. Avec le développement du marché d’ordinateurs personnels au courant des années 1980, la compagnie voit la demande augmenter fortement,.
Sandoll développe plusieurs polices pour le corps de texte ou les titres de journaux, ou pour les couvertures de livres.
Sandoll développe aussi plusieurs polices d’écriture pour des grandes compagnies coréennes comme Samsung, LG, Kia, Kakao ou KT, ou encore pour des entités gouvernementales comme la province autonome spéciale de Jeju.
Dans la fin des années 1990, les grandes entreprises coréennes ont commencé à utiliser leurs propres polices de caractères pour leur marketing.
La société est renommée Sandoll Letter Bank (산돌글자은행 en coréen) en 1991 et Sandoll Communications en 1997.
En 2001, Sandoll Communications développe la police de caractères Malgun Gothic pour Microsoft comme police de caractères de l’interface graphique de Windows Vista en coréen.
En 2008, Sandoll Communications développe la police Nanum Gothic du projet de polices Nanum (en) distribuées sous licence libre par Naver. Elle produira ensuite d’autres polices du projet : Nanum Pen et Nanum Brush en 2010, Nanum Square en 2016, Nanum Square Round en 2017.
En 2011, Apple utilise la police de caractères Sandoll Gothic Neo1 (première police de la série Sandoll Neo, avec le caractère latin de Guardian Sans Headline) pour sa police d’interface en coréen Apple, SD Gothic Neo (애플 SD 산돌고딕 Neo), sur ses différents plateformes et systèmes d’exploitation.
En 2014, Sandoll Communications collabore avec Adobe pour le développement des caractères hangeul des polices Source Han Sans, Source Han Serif (en) et des polices Noto pour Google.
Le service d’accès en ligne à une collection de polices d’écriture, Sandoll Cloud, est lancé en 2014, et compte plus de 100 000 utilisateurs après un an.
En 2018, Yoon Young-ho, ancien président de la Barun Company (ko), est nommé président-directeur général de la compagnie, Seok Geum-ho est nommé président du conseil d'administration. La société Sandoll est créée comme entité séparée de Sandoll  Communications.

## Polices de caractères
Sandoll Communications a développé plus de 600 polices de caractères dont notamment :
- Apple SD Gothic Neo, police d’interface coréenne d’Apple ;
- Malgun Gothic, police d’interface coréenne de Microsoft ;
- Nanum Gothic ;
- Nanum Square (primée lors de la compétition GRANSHAN 2014[12]) ;
- Noto Sans CJK et Noto Serif CJK ;
- Sandoll Jebi 2 (primée lors de la compétition GRANSHAN 2015[13]) ;
- Sandoll Myeongjo Neo1 (primée lors de la compétition GRANSHAN 2014[12]).

## Sources
- (en) « ATypI: Sandoll Inc on how to design Hangul type - TypeRoom », sur www.typeroom.eu (consulté le 10 octobre 2020)
- (en) « Seok Geumho », sur BITS10, 2015
- (en) « Competition 2014 – Winners », sur GRANSHAN
- (en) « Competition 2015 – Winners », sur GRANSHAN
- (en) « Competition 2016 – Winners », sur GRANSHAN
- (ko) « (주)산돌커뮤니케이션 », KOSME,‎ 13 février 2008 (lire en ligne)
- (ko) « (주)산돌 2021년 기업정보 » [« Informations sur la société Sandoll Ltd. 2021 »], sur 사람인 [Saramin.co.kr] (consulté le 11 juillet 2021)
- (ko) « (주)산돌커뮤니케이션 2021년 기업정보 » [« Informations sur la société Sandoll Communications Ltd. 2021 »], sur 사람인 [Saramin.co.kr] (consulté le 11 juillet 2021)
- (en) Caleb Belohlavek, « Pan-CJK Partner Profile: Sandoll Communication », sur Adobe Typekit Blog, 14 octobre 2014
- [Jang 2006] (ko) 장 홍일, « 탐방-(주)산돌커뮤니케이션 » [« Exploration - Sandoll Communication »], 프린팅코리아 [Printing Korea], no 43,‎ 2006, p. 170-173 (ISSN 1599-578X, lire en ligne)
- [Kim 2011] (ko) 김 수연, « 산돌커뮤니케이션, 본문용 서체 '산돌고딕네오1' 출시 » [« Sandoll Communications lance « Sandoll Gothic Neo1 », une police de caractères pour le texte »], iNews24,‎ 7 octobre 2011 (lire en ligne)
- [Lee 2015] (ko) 이 미아, « '글자 폰트 재능기부' 석금호 산돌커뮤니케이션 대표 "한글서체 일본 독점에 충격, 창업 나섰죠" », Hankyung,‎ 26 juin 2015 (lire en ligne)
- [Lim 2008] (ko) 임 남숙, « 폰트디자이너 대왕세종을 잇는 사람들 » [« Les successeurs du roi Sejong créateur de caractères »], 프린팅코리아 [Printing Korea], vol. 7, no 6,‎ janvier 2008, p. 64-77 (ISSN 1599-578X, lire en ligne)
- [Lim 2017] (ko) 임 민철, « 구글-애플 등 IT거인들이 알아본 한글 장인 » [« Des artisans coréens reconnus par les géants de l’informatique comme Google et Apple »], ZDNet Korea,‎ 8 novembre 2017 (lire en ligne)
- [Lim 2018] (ko) 임 민철, « 산돌커뮤니케이션, 윤영호 신임 대표 선임 » [« Sandoll Communication nomme Yoon Young-ho comme PDG »], ZDNet Korea,‎ 11 janvier 2018 (lire en ligne)
- [Oh] (ko) 오 윤현, « 석금호 산돌커뮤니케이션 대표 » [« Seok Geum-ho, PDG de Sandoll Communication »], Sisa Journal,‎ 8 mars 2001 (lire en ligne)
- (en) Woo Jae-yeon, « (Yonhap Interview) For Sandoll CEO, creating Korean fonts equals finding true identity », Yonhap New Agency,‎ 19 décembre 2016 (lire en ligne)
- (ko) Platum, « 산돌, 폰트 활용한 사진 텍스트 에디터 ‘산돌구름 카메라’ 출시 », Platum,‎ 25 juin 2015 (lire en ligne)